# Ostrov (Vysočina)
Ostrov è un comune della Repubblica Ceca facente parte del distretto di Havlíčkův Brod, nella regione di Vysočina.